# Saltacija (geologija)
V geologiji je saltacija (iz latinščine saltus 'skok') posebna vrsta prenosa delcev s tekočinami, kot sta veter ali voda. Pojavi se, ko se ohlapni materiali odstranijo iz dna in jih prenaša tekočina, preden se prenesejo nazaj na površje. Primeri vključujejo transport prodnikov po rekah, nanos peska čez puščavske površine, nanos zemlje nad polja in snežne nanose čez gladke površine, kot so tiste v arktičnih ali kanadskih prerijah.

## Proces
Pri nizkih hitrostih tekočine se razsuti material kotali navzdol in ostaja v stiku s površino. To se imenuje plazenje ali reptacija. Pri tem sile, s katerimi deluje tekočina na delec, zadoščajo le, da se delec zakotali okoli točke stika s površino.
Ko hitrost vetra doseže določeno kritično vrednost, imenovano vpliv ali prag tekočine, so sile upora in vzgona, ki jih izvaja tekočina, zadostne, da dvignejo nekatere delce s površine. Te delce pospešuje tekočina in jih vleče navzdol zaradi gravitacije, zaradi česar potujejo po približno balističnih trajektorijah. Če je delec pridobil zadostno hitrost zaradi pospeška s tekočino, lahko izvrže ali brizga druge delce v saltaciji, kar pospeši proces. Odvisno od površine lahko delec ob udarcu tudi razpade ali pa s površine izvrže precej drobnejšo usedlino. V zraku ta proces obstreljevanja s saltacijo ustvari večino prahu v peščenih viharjih. V rekah se ta proces nenehno ponavlja in postopoma erodira strugo, hkrati pa dovaža svež material iz zgornjega toka.
Hitrost, s katero lahko tok premakne delce zaradi saltavije, je podana z Bagnoldovo formulo.
Suspenzija na splošno vpliva na majhne delce ('majhni' pomeni ~70 mikrometrov ali manj za delce v zraku). Pri teh delcih so sile navpičnega upora zaradi turbulentnih nihanj v tekočini podobne velikosti kot teža delca. Te manjše delce prenaša tekočina v suspenziji in jih prenaša navzdol. Manjši kot je delec, manj pomembna je gravitacijska sila navzdol in dlje bo delec verjetno ostal v suspenziji. Ograja, oblikovana z luknjami, lahko ublaži saltacijo z zmanjšanjem hitrosti delcev, pesek pa se nabira na zavetrni strani ograje.
Študija iz leta 2008 je pokazala, da saltirani delci peska s trenjem povzročijo statično električno polje. Pesek pridobi negativen naboj glede na tla, kar posledično zrahlja več delcev peska, ki nato začnejo saltirati. Ugotovljeno je bilo, da ta proces podvoji število delcev, ki jih predvideva prejšnja teorija. To je v meteorologiji pomembno, ker je primarno saltacija peščenih delcev tisto, ki izloča manjše prašne delce v ozračje. Prašni delci in drugi aerosoli, kot so saje, vplivajo na količino sončne svetlobe, ki jo sprejmeta ozračje in zemlja, in so jedra za kondenzacijo vodne pare.

## Plaz
Saltacijske plasti lahko nastanejo tudi v snežnih plazovih.